# Diócesis de Avezzano
La diócesis de Avezzano (en latín: Dioecesis Marsorum y en italiano: Diocesi di Avezzano) es una circunscripción eclesiástica de la Iglesia católica en Italia. Se trata de una diócesis latina, sufragánea de la arquidiócesis de L'Aquila. Desde el 23 de julio de 2021 su obispo es Giovanni Massaro.

## Territorio y organización

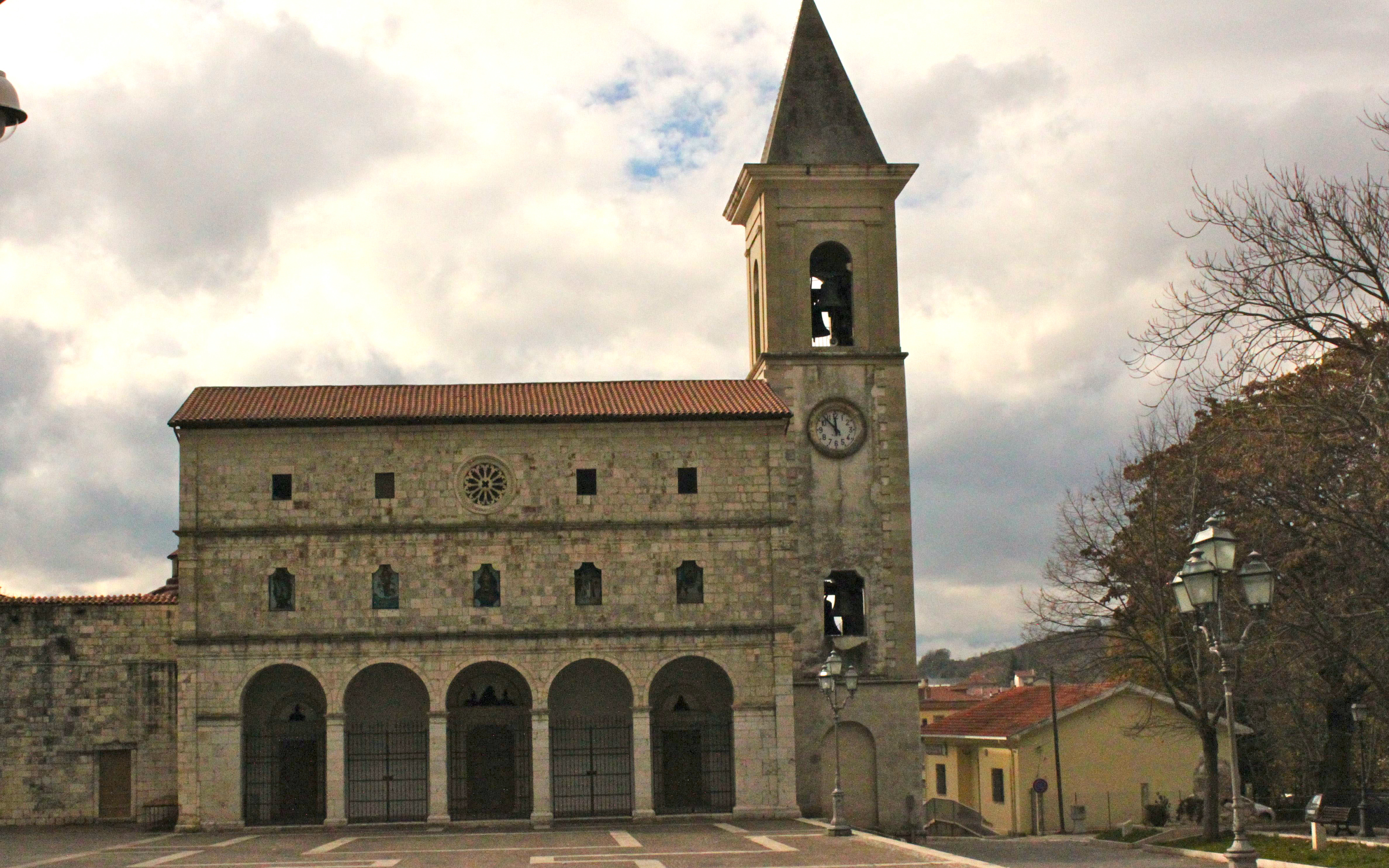
Concatedral basílica de Santa María de las Gracias, en Pescina

La diócesis tiene 1700 km² y extiende su jurisdicción sobre los fieles católicos de rito latino residentes en la casi totalidad de la región histórica-geográfica de Marsica, en la zona sudoccidental de la provincia de L'Aquila en la región de Abruzos. Comprende las comunas de: Aielli, Avezzano, Bisegna, Capistrello (excluida la fracción de Pescocanale), Cappadocia, Carsoli, Castellafiume, Celano, Cerchio, Collarmele, Collelongo, Gioia dei Marsi, Lecce nei Marsi, Luco dei Marsi, Magliano de' Marsi, Massa d'Albe, Opi, Oricola, Ortona dei Marsi, Ortucchio, Ovindoli, Pereto, Pescasseroli, Pescina, Rocca di Botte, San Benedetto dei Marsi, Sante Marie, Scurcola Marsicana, Tagliacozzo, Trasacco, Villavallelonga y la fracción de Rovere (Rocca di Mezzo). En el suroeste se encuentra la abadía territorial de Subiaco, al oeste la diócesis de Tívoli, al noroeste la diócesis de Rieti, al norte la arquidiócesis de L'Aquila, al este la diócesis de Sulmona-Valva, al sureste la diócesis de Sora-Casino-Aquino-Pontecorvo y al sur la diócesis de Agnani-Alatri.

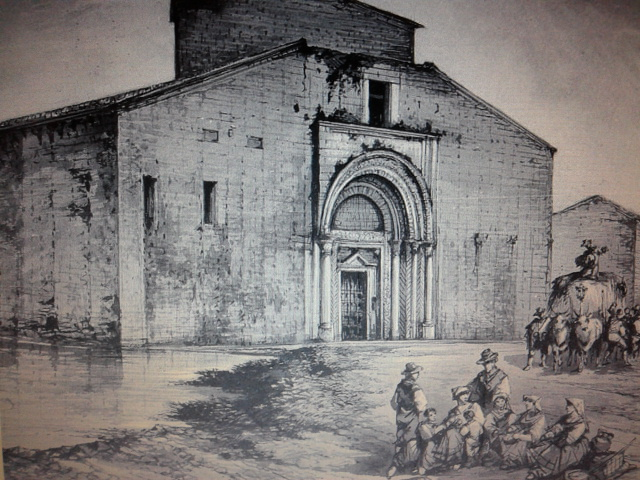
Excatedral de Santa Sabina, en San Benedetto dei Marsi

La sede de la diócesis se encuentra en la ciudad de Avezzano, en donde se halla la Catedral de San Bartolomé Apóstol. En Pescina se halla la Concatedral basílica de Santa María de las Gracias. La antigua y primera catedral de los marsis fue la iglesia de Santa Sabina del siglo XI al XVI, de la que sólo queda intacta la fachada frontal con el portal románico-gótico de San Benedetto dei Marsi. En Trasacco se encuentra la basílica de los Santos Cesidio y Rufino. Hay cinco santuarios diocesanos oficiales: el santuario de la Madonna dei Bisognosi, entre Pereto y Rocca di Botte, el santuario de la Madonna dell'Oriente, en Tagliacozzo, el santuario de la Madonna della Vittoria, en Scurcola Marsicana, el santuario de la Madonna di Pietraquaria, en Monte Salviano y el santuario de la Madonna del Silenzio, en San Francesco en Avezzano.

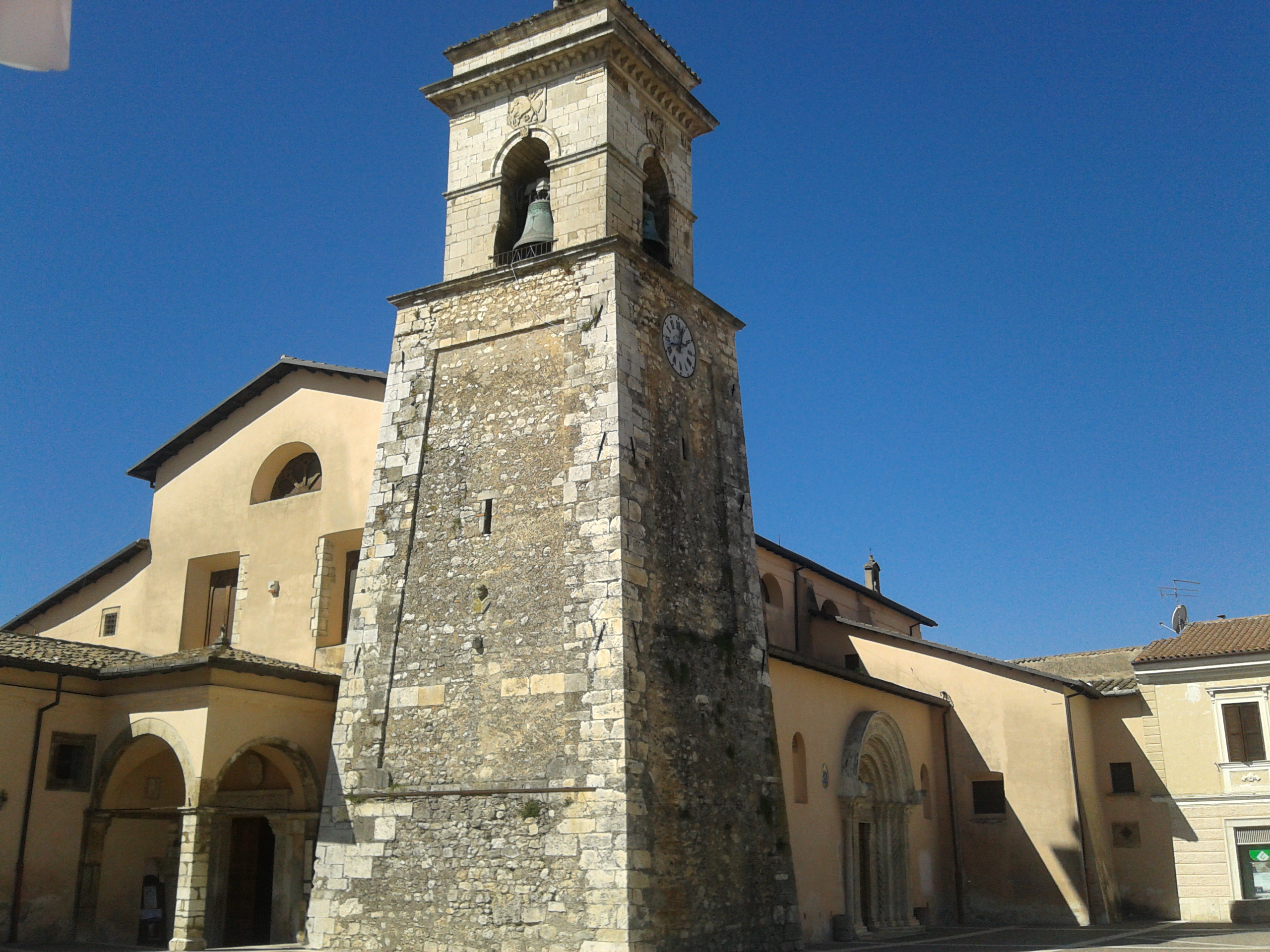
Basílica de los Santos Cesidio y Rufino, en Trasacco

En 2022 en la diócesis existían 100 parroquias agrupadas en 7 foranías: Avezzano, Carsoli, Celano, Magliano de' Marsi, Pescina, Tagliacozzo y Trasacco

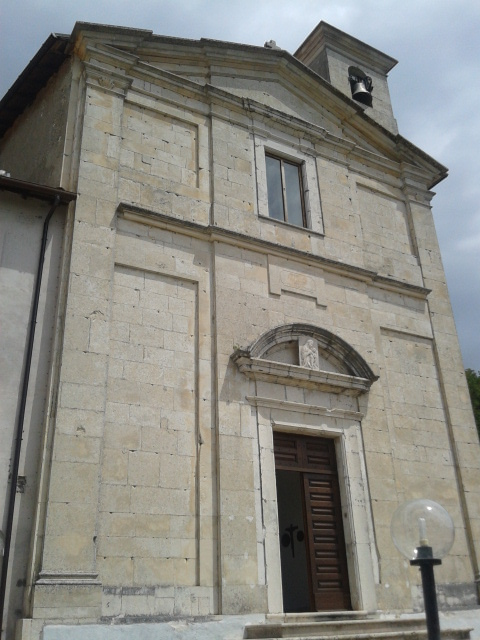
Santuario de la Madonna dei Bisognosi

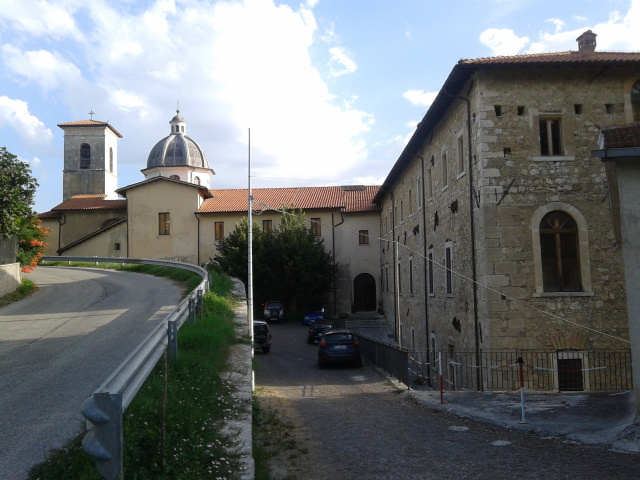
Santuario de la Madonna dell'Oriente, en Tagliacozzo

## Historia
Según la tradición, el primer evangelizador y obispo de los marsos fue san Marcos el Galileo, discípulo de san Pedro y posteriormente obispo de Atina en el siglo I. Otro de los obispos de los primeros siglos cuya memoria se ha transmitido fue san Rufino, más tarde obispo de Asís, que participó activamente en la evangelización de la región junto a su hijo Cesidio. Después de Marcos y Rufino, la tradición menciona a los obispos Eutiquio, Elpidio y Vaticano: de todos estos supuestos obispos de los cinco primeros siglos de la era cristiana, no hay pruebas irrefutables de que fueran obispos marsicanos.
La primera mención históricamente fiable de un Marsicanus episcopus se remonta a mediados del siglo VI con el obispo Giovanni, documentada en dos ocasiones: su firma aparece en una sentencia del papa Vigilio contra Teodoro de Cesarea; además estuvo presente en Constantinopla con el mismo papa durante el segundo concilio ecuménico y su firma se encuentra al pie de uno de los decretos contra los Tres Capítulos.
A principios del siglo VII un sacerdote nativo de Marsica fue elegido para el trono papal con el nombre de papa Bonifacio IV.
Durante la era del obispo Rottario (segunda mitad del siglo X) hubo confirmación de que la sede de la diócesis marsicana era la ciudad de Marsia, "Civitas marsicana" construida en una posición adyacente al decadente foro italiano de Marruvium (cerca del actual San Benedetto dei Marsi), antigua capital de Marsica. A Rottario le sucedió Alberico de los condes de Marsi, quien según el historiador Di Pietro «vivió durante mucho tiempo no como un pastor, sino como un lobo»: hombre de conducta moral dudosa, intentó apoderarse de la abadía de Montecassino, haciendo cegar al abad. Le sucedió su hijo Quinigi, impuesto en la sede marsicana por su padre.
Durante el episcopado de Pandolfo, en 1048, debido a la rivalidad entre los condes Berardi dei Marsi, uno de ellos, Attone, creó su propia diócesis con sede en Santa María de Cellis en Carsoli. El cisma duró hasta 1057, cuando el sínodo romano de ese año reconoció a Pandolfo como el único obispo de Marsi. Al mismo tiempo, Attone fue trasladado a la sede de Chieti y con la bula In specula Sanctae del 9 de diciembre, el papa Esteban IX trazó los nuevos límites de la diócesis, que incluía también la región del Karst. Pandolfo fue el responsable de la redacción de uno de los documentos históricos más importantes de la Iglesia marsicana, un Exsultet, encargado por el obispo a los monjes de Montecassino.
El 25 de febrero de 1115 san Berardo dei Marsi obtuvo del papa Pascual II, con la bula Sicut iniuxta, la definición de los límites de la diócesis y de las iglesias sujetas a la catedral, poniendo así fin a los diversos intentos. a la autonomía y exención de las iglesias locales. Los límites de la diócesis fueron confirmados por el papa Clemente III en una bula dirigida al obispo Eliano en 1188.
Durante el período del Cisma de Occidente, la diócesis se dividió en dos facciones, una partidaria de los papas de Roma, la otra partidaria de los papas de Aviñón; Giacomo Romano, Gentile Maccafani y Filippo fueron obispos de obediencia romana. Los obispos Pietro Albertini y Giuliano Tomasi fueron obedientes a Aviñón.
En 1580, en tiempos del obispo Matteo Colli, con la bula In suprema dignitatis apostolicae specula del papa Gregorio XIII, la catedral y el obispado fueron trasladados a Pescina, a la iglesia de Santa Maria delle Grazie. El mismo obispo fue responsable de la creación del seminario diocesano, del palacio episcopal y de la finalización de la reconstrucción de la catedral. A principios del siglo XVII, el obispo Bartolomeo Peretti consagró la catedral y convocó el segundo sínodo diocesano; el primero lo había celebrado Giambattista Milanese a su regreso del Concilio de Trento.
El obispo Diego Petra (1664-1680) publicó póstumamente la Historiae Marsorum libri tres del abad Muzio Febonio, primera obra histórica sobre los orígenes y los obispos de la diócesis de Marsi.
En el siglo XVIII, el obispo Benedetto Mattei (1760-1776), debido al mal estado de su palacio episcopal, trasladó su sede de Pescina a Celano. Esto reavivó antiguos resentimientos que habían dividido al clero de las dos ciudades durante la Edad Media hasta finales del siglo XVI.
Tras la reconstrucción de la zona tras el gran terremoto de 1915, la sede temporal se estableció en el Palacio Ducal de Tagliacozzo, mientras que el 16 de enero de 1924 con la bula Quo aptius del papa Pío XI la sede episcopal fue oficialmente transferida da Pescina a Avezzano: la iglesia de San Bartolomeo pasó a ser la nueva catedral diocesana, mientras que a la anterior se le asignó el título de concatedral y en 2016 el de basílica menor. Pio Marcello Bagnoli participó de manera importante en los trabajos de reconstrucción material y moral de la diócesis después del terremoto.
La diócesis, inmediatamente sujeta a la Santa Sede desde la Edad Media, pasó a formar parte de la nueva provincia eclesiástica de la arquidiócesis de L'Aquila el 15 de agosto de 1972, convirtiéndose en su sufragánea.
El 30 de septiembre de 1986, en virtud del decreto Cum procedere de la Congregación para los Obispos, la diócesis asumió su nombre actual, manteniendo el nombre latino de Dioecesis Marsorum, diócesis de Marsi.

## Estadísticas
Según el Anuario Pontificio 2023 la diócesis tenía a fines de 2022 un total de 105 500 fieles bautizados.
| Año                                                                             | Población            | Población | Población      | Sacerdotes | Sacerdotes    | Sacerdotes    | Bautizados por sacerdote | Diáconos permanentes | Religiosos | Religiosos | Parroquias |
| Año                                                                             | Bautizados católicos | Total     | % de católicos | Total      | Clero secular | Clero regular | Bautizados por sacerdote | Diáconos permanentes | Varones    | Mujeres    | Parroquias |
| ------------------------------------------------------------------------------- | -------------------- | --------- | -------------- | ---------- | ------------- | ------------- | ------------------------ | -------------------- | ---------- | ---------- | ---------- |
| 1950                                                                            | 124 700              | 125 000   | 99.8           | 133        | 105           | 28            | 937                      |                      | 25         | 125        | 85         |
| 1969                                                                            | 129 850              | 130 000   | 99.9           | 141        | 107           | 34            | 920                      |                      | 41         | 283        | 92         |
| 1980                                                                            | 113 000              | 113 400   | 99.6           | 133        | 101           | 32            | 849                      |                      | 39         | 180        | 98         |
| 1990                                                                            | 107 500              | 109 000   | 98.6           | 162        | 128           | 34            | 663                      | 4                    | 38         | 218        | 100        |
| 1999                                                                            | 118 120              | 120 500   | 98.0           | 119        | 87            | 32            | 992                      | 5                    | 37         | 186        | 100        |
| 2000                                                                            | 117 908              | 121 500   | 97.0           | 115        | 90            | 25            | 1025                     | 5                    | 30         | 178        | 100        |
| 2001                                                                            | 115 600              | 118 000   | 98.0           | 103        | 78            | 25            | 1122                     | 5                    | 25         | 170        | 97         |
| 2002                                                                            | 115 600              | 118 000   | 98.0           | 113        | 84            | 29            | 1023                     | 5                    | 29         | 172        | 98         |
| 2003                                                                            | 115 000              | 118 000   | 97.5           | 102        | 80            | 22            | 1127                     | 5                    | 22         | 172        | 98         |
| 2004                                                                            | 115 000              | 118 000   | 97.5           | 100        | 78            | 22            | 1150                     | 5                    | 22         | 172        | 98         |
| 2006                                                                            | 109 000              | 115 137   | 94.7           | 109        | 80            | 29            | 1000                     | 5                    | 30         | 130        | 95         |
| 2012                                                                            | 109 380              | 119 210   | 91.8           | 103        | 78            | 25            | 1061                     | 5                    | 26         | 128        | 97         |
| 2015                                                                            | 115 186              | 122 241   | 94.2           | 108        | 82            | 26            | 1066                     | 5                    | 29         | 129        | 97         |
| 2018                                                                            | 108 000              | 122 230   | 88.4           | 97         | 72            | 25            | 1113                     | 5                    | 25         | 114        | 97         |
| 2020                                                                            | 107 200              | 120 301   | 89.1           | 93         | 76            | 17            | 1152                     | 5                    | 19         | 109        | 100        |
| 2022                                                                            | 105 500              | 115 950   | 91.0           | 96         | 81            | 15            | 1098                     | 8                    | 17         | 88         | 100        |
| Fuente: Catholic-Hierarchy, que a su vez toma los datos del Anuario Pontificio. |                      |           |                |            |               |               |                          |                      |            |            |            |

## Episcopologio
Hay varios autores marsicanos que han intentado escribir la cronología de los obispos marsos. El primero fue en el siglo XVII el abad Muzio Febonio, que publicó en latín en 1678 la obra Historiae Marsorum libri tres, con una sección dedicada al Marsorum episcoporum catalogus. Un siglo después, Pietro Antonio Corsignani, obispo de Venosa y luego de Valva y Sulmona, tradujo al italiano y actualizó la obra de Febonio. En el siglo XIX Andrea de Pietro, canónigo y teólogo de la catedral de Pescina, publicó un catálogo de los obispos marsicanos  con información extraída de autores anteriores y de un manuscrito, ahora perdido, titulado Serie dei vescovi manoscritte esistente nell'archivio capitolare dei Marsi; además pudo consultar los documentos del archivo diocesano antes de que fuera dañado por el terremoto de 1915 . Finalmente, a principios del siglo XX Domenico Scipioni, profesor y rector del seminario, escribió Epitome storica della diocesi dei Marsi e Catalogo biografico dei vescovi, texto que ha quedado manuscrito y se conserva hoy en el archivo diocesano.
- San Marco? † (siglo I)
- San Rufino? † (II-siglo III)
- San Eutichio? † (primera mitad del siglo IV)
- San Elpidio? † (primera mitad del siglo IV)[nota 1]
- Vaticano? † (mencionado en 501)[nota 2]
- Giovanni † (antes de 551-después de 553)
- Luminoso † (mencionado en 649)[nota 3]
- Leodrisio (o Tuderisio)[nota 4] † (mencionado en 853)
- Rottario † (antes de 962-968)
- Alberico dei conti dei Marsi † (968-?)
- Quinigi † (994-?)
- Berardo † (mencionado en 1020)[nota 5]
- Pandolfo † (circa 1032[nota 6]-después de 1071)
  - Attone † (1049-18 de abril de 1057 nombrado obispo de Chieti) (antiobispo)[nota 7]
- Andrea † (mencionado en 1096)
  - Siginulfo † (1097-1113 depuesto) (antiobispo)
- San Berardo dei conti dei Marsi † (1113-3 de noviembre de 1130 falleció)
- Benedetto I † (mencionado en 1147)[nota 8]
- Fra Berardo † (mencionado en 1153)[nota 9]
- Benedetto II † (mencionado en 1156)
- Giovanni da Segni † (mencionado en 1170 circa)[nota 10]
- Benedetto III † (mencionado en 1178)[nota 11]
- Zaccaria † (antes de 1179-1184 falleció)[nota 12]
- Eliano † (mencionado en 1188 circa)
- Tommaso † (mencionado en 1192)[nota 13]
- Ingeamo (o Ignizio o Ingezio) † (antes de 1195-después de 1207)[nota 14]
- Tommaso I † (mencionado en 1209)
- Anselmo † (mencionado en 1210)
- Berardo † (mencionado en 1213)
- Tommaso II † (mencionado en 1219)[nota 15]
- Berardo dei conti dei Marsi † (antes de 1221-después de 1223)[nota 16]
- Anonimo † (mencionado en 1227)[19]
- Giovanni † (antes de 1230-después de 1231)[20]
- Oderisio † (antes de 1235-después de 1245)[21]
- Cesario † (antes de 1250-circa 1254 falleció)[nota 17]
- Nicola da Celano † (19 de junio de 1254-después de 1255)[nota 18]
- Anonimo † (mencionado en 1263)[22]
- Stefano (o Silvestro) † (antes de 1267-después de 1273 falleció)[nota 19]
- Giacomo † (31 de marzo de 1286[nota 20]-1295 falleció)
- Giacomo de Busce, O.P. † (2 de octubre de 1295-1326 falleció)
- Pietro Ferri † (20 de marzo de 1327-10 de mayo de 1336 nombrado obispo de Chieti)
- Tommaso Valignani † (10 de mayo de 1336-10 de marzo de 1348 falleció)
- Tommaso Pucci † (30 de mayo de 1348-1363 falleció)
- Giacomo Muti † (13 de octubre de 1363-17 de diciembre de 1365 nombrado obispo de Arezzo)
- Berardo † (17 de diciembre de 1365-? falleció)
  - Pietro Albertini † (14 de enero de 1380-15 de junio de 1380nombrado antiobispo de Pozzuoli) (antiobispo)
  - Giuliano Tomasi, O.F.M. † (15 de junio de 1380-16 de febrero de 1418 nombrado obispo de Capri) (antiobispo)
- Giacomo Romano † (circa 1384-1385 falleció)
- Gentile Maccafani † (28 de julio de 1385-13 de enero de 1399 nombrado obispo de Nicastro)
- Filippo † (20 de noviembre de 1398-1418 falleció)
- Salvato Maccafani † (18 de febrero de 1418-1419 falleció)
- Tommaso † (1419-septiembre de 1429 falleció)
- Saba de Cartoni † (10 de febrero de 1430-22 de agosto de 1446 nombrado obispo de Tricarico)
- Angelo Maccafani † (22 de agosto de 1446-14 de septiembre de 1470 falleció)
  - Francesco Maccafani † (1 de octubre de 1470-1470 renunció) (obispo electo)
- Gabriele Maccafani † (11 de octubre de 1471-1511 falleció)
- Giacomo Maccafani † (1511 por sucesión-1530 falleció)
- Giovanni Dionisio Maccafani † (1530 por sucesión-1533 falleció)
- Marcello Crescenzi † (19 de enero de 1534-17 de mayo de 1546 renunció)
- Francesco (Franzino) Micheli † (17 de mayo de 1546-13 de julio de 1548 nombrado obispo de Casale Monferrato)
- Nicola de Virgiliis † (27 de julio de 1548-20 de mayo de 1562 renunció)
- Giambattista Milanese † (27 de mayo de 1562-14 de diciembre de 1577 falleció)
- Matteo Colli † (13 de febrero de 1579-14 de abril de 1596 falleció)
- Bartolomeo Peretti † (14 de abril de 1597-2 de enero de 1628 falleció)
- Baglione Carradore † (5 de junio de 1628-3 de mayo de 1629 falleció)
- Muzio Colonna † (17 de septiembre de 1629-5 de septiembre de 1632 falleció)
- Lorenzo Massimi † (24 de noviembre de 1632-28 de octubre de 1647 falleció)
- Giovanni Paolo Caccia † (18 de mayo de 1648-6 de septiembre de 1649 falleció)
- Ascanio de Gasperis † (14 de febrero de 1650-16 de agosto de 1664 falleció)
- Diego Petra † (15 de septiembre de 1664-29 de abril de 1680nombrado arzobispo de Sorrento)
- Francesco Berardino Corradini † (27 de mayo de 1680-25 de diciembre de 1718 falleció)
- Muzio de' Vecchi † (29 de marzo de 1719-24 de agosto de 1724 falleció)
- Giacinto Dragonetti, C.O. † (11 de septiembre de 1724-20 de diciembre de 1730 falleció)
- Giuseppe Barone † (5 de marzo de 1731-29 de mayo de 1741 nombrado obispo de Calvi)
- Domenico Antonio Brizi † (29 de mayo de 1741-6 de septiembre de 1760 falleció)
- Benedetto Mattei † (15 de diciembre de 1760-23 de junio de 1776 falleció)
- Francesco Vincenzo Lajezza † (16 de diciembre de 1776-31 de octubre de 1792 falleció)
  - Sede vacante (1792-1797)
- Giuseppe Bolognese † (18 de diciembre de 1797-17 de marzo de 1803 falleció)
  - Sede vacante (1803-1805)
- Camillo Giovanni Rossi † (26 de junio de 1805-26 de junio de 1818 nombrado obispo de San Severo)
- Saverio Durini † (21 de diciembre de 1818-17 de noviembre de 1823 nombrado obispo de Aversa)
- Giuseppe Segna † (3 de mayo de 1824-8 de marzo de 1840 falleció)
  - Sede vacante (1840-1843)
- Michelangelo Sorrentino † (19 de junio de 1843-17 de abril de 1863 falleció)
  - Sede vacante (1863-1871)
- Federico de Giacomo † (22 de diciembre de 1871-6 de agosto de 1884 falleció)
- Enrico de Dominicis † (10 de noviembre de 1884-21 de mayo de 1894nombrado arzobispo de Amalfi)
  - Angelo Maria Aloisio † (18 de marzo de 1895-24 de junio de 1895 renunció) (obispo electo)[23]
- Marino Russo † (29 de noviembre de 1895-15 de agosto de 1903 falleció)
- Francesco Giacci † (3 de julio de 1904-29 de abril de 1909 renunció[nota 21])
- Nicola Cola † (15 de abril de 1910-26 de agosto de 1910 nombrado obispo de Nocera Umbra)
- Pio Marcello Bagnoli, O.C.D. † (14 de diciembre de 1910-17 de enero de 1945 falleció)
- Domenico Valerii † (9 de agosto de 1945-10 de noviembre de 1973 retirado)
- Vittorio Ottaviani † (10 de noviembre de 1973-22 de abril de 1977 renunció)
- Biagio Vittorio Terrinoni, O.F.M.Cap. † (22 de abril de 1977-23 de junio de 1990 retirado)
- Armando Dini (23 de junio de 1990-21 de noviembre de 1998nombrado arzobispo de Campobasso-Boiano)
- Lucio Angelo Renna, O.Carm. (9 de junio de 1999-2 de septiembre de 2006 nombrado obispo de San Severo)
- Pietro Santoro (28 de junio de 2007-23 de julio de 2021 retirado)
- Giovanni Massaro, desde el 23 de julio de 2021